# Мюррей, Энн (оперная певица)
Энн Мюррей или Марри (англ. Ann Murray; род. 27 августа 1949, Дублин) — ирландская оперная певица (меццо-сопрано). Жена певца Филипа Лангриджа.
Училась у Фредерика Кокса в Манчестерском колледже музыки. Дебютировала в 1974 г. в заглавной партии оперы Кристофа Виллибальда Глюка «Альцеста». В дальнейшем стала известна как одна из главных специалисток по операм Георга Фридриха Генделя: так, в 2006 году обозреватель рассказывает об исполнении Мюррей заглавной партии в генделевском «Юлии Цезаре»:

Партия фантастически сложна, арии уснащены каскадами фиоритур инструментального плана, их почти немыслимо спеть в нужном темпе и с чёткой артикуляцией, не погрешив против верной интонации. Однако Мюррей это удавалось: с необыкновенной лёгкостью лились пассажи, высокая «горловая» позиция придавала пению гибкость и непринуждённость. Правда, в такой технике невозможно петь громко.

Кроме того, Мюррей многократно выступала в операх Вольфганга Амадея Моцарта, Рихарда Штрауса и других композиторов на таких оперных сценах, как Ковент-Гарден, Английская национальная опера и Баварская государственная опера. Как камерная исполнительница она, в частности, записала диск песен Франца Шуберта с пианистом Грэмом Джонсоном в рамках джонсоновского проекта полной записи песен Шуберта.
В 2002 г. Мюррей была удостоена звания Дамы-командора Ордена Британской империи. В силу того, что Ирландия, гражданкой которой является Мюррей, ещё в год её рождения вышла из состава Британского Содружества, это отличие не даёт ей права титуловаться Дамой Энн Мюррей, — такое различие в статусе Мюррей и её постоянного партнёра по камерному музицированию британской примадонны Фелисити Лотт остроумно обыграно в их концертном исполнении шуточного Кошачьего дуэта.